# Nadololo
Il  nadololo è un betabloccante di indicazione specifica contro le aritmie cardiache.
È uno dei più idrosolubili beta-bloccanti, quindi non causa danni al cervello e non disturba il sonno delle persone a cui viene somministrato; è utilizzato inoltre per lo scompenso cardiaco stabile, tireotossicosi, fuori dalla cardiologia come profilassi per l'emicrania.

## Indicazioni
È utilizzato come medicinale in cardiologia contro l'ipertensione, le aritmie comprese le tachicardie, flutter atriale, fibrillazione atriale. Si ritiene il farmaco di prima scelta nella sindrome del QT lungo e la tachicardia ventricolare polimorfa catecolaminergica.

## Controindicazioni
Bradicardia, shock cardiogeno, insufficienza cardiaca congestizia.
Sconsigliato nella gravidanza.

## Dosaggi
Per via orale
- Angina pectoris, 40 mg al giorno (dose massima 160 mg)
- Ipertensione, 80 mg al giorno (dose massima 240 mg)
- Aritmie, 40 mg al giorno (dose massima 160 mg)
- Profilassi emicrania, 40 mg
- Tireotossicosi,  80–160 mg al giorno

## Farmacodinamica
I betabloccanti inibiscono i recettori beta del sistema adrenergico presenti nel cuore, riducendo in pratica il lavoro del cuore.
Effetti positivi di tale farmaco li si ritrovano nella riduzione della gittata cardiaca e la pressione arteriosa. Mentre per quanto riguarda le forme di angina pectoris migliorando la tolleranza agli sforzi ne limita la sintomatologia.
Agendo nel sistema simpatico fino a bloccarlo e sulla capacità di conduzione del cuore risulta utile anche contro le aritmie cardiache e nello scompenso cardiaco.

## Effetti indesiderati
Rallentando il ritmo del cuore possono quindi indurre depressione del miocardio (il muscolo cardiaco).
I betabloccanti devono essere preclusi nella fase di scompenso cardiaco acuto (mentre sono fondamentali nel trattamento dello scompenso cardiaco cronico). Entro certi limiti possono essere somministrati a persone affette da diabete.
È sconsigliato l'uso e utilizzato solo se non vi sono altre scelte in persone con episodi passati di asma e broncospasmo.
Altri effetti indesiderati sono cefalea, dispnea, vertigini, nausea, sonnolenza, disfunzioni sessuali, bradicardia, alopecia, xeroftalmia, affaticamento, porpora, scompenso cardiaco, ipotensione, rash, broncospasmo, irritazione.